# Großer Preis von Frankreich 1935

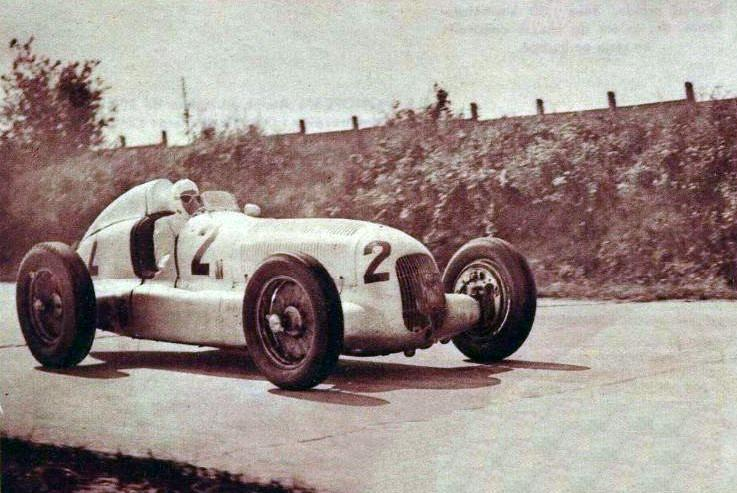
Rennsieger Rudolf Caracciola im Mercedes-Benz W 25

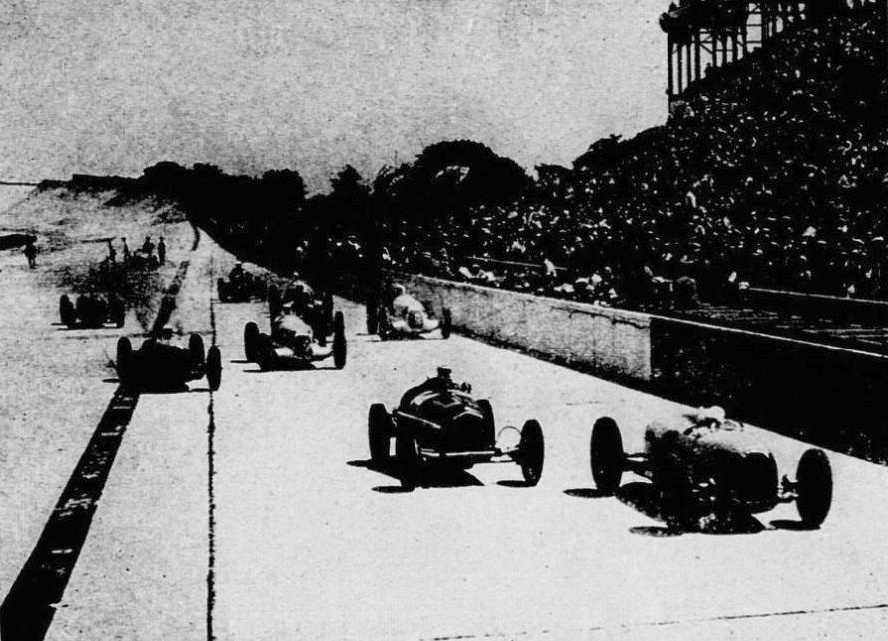
Start zum Großen Preis von Frankreich

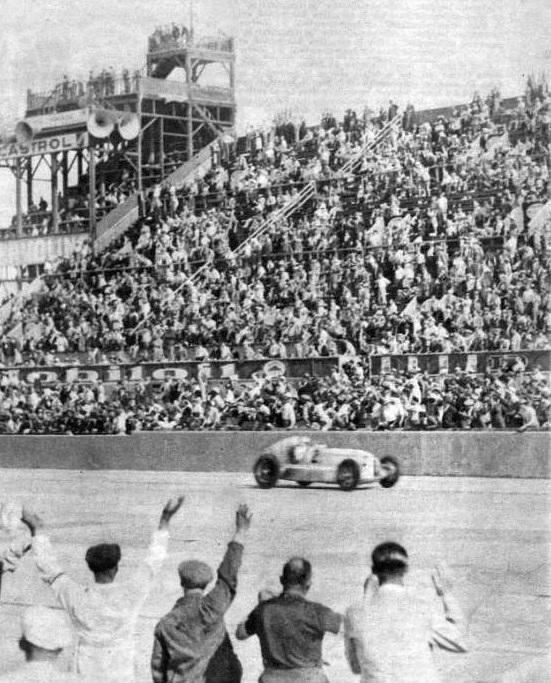
Rudolf Caracciola bei der Zieldurchfahrt, vor der mit Zuschauern gefüllten Haupttribüne

Der XXI. Große Preis von Frankreich (XXI Grand Prix de l’Automobile Club de France) fand am 23. Juni 1935 auf dem Autodrome de Linas-Montlhéry in Frankreich statt. Als Grande Épreuve zählte er zur Grand-Prix-Europameisterschaft 1935 und wurde nach den Bestimmungen der Internationalen Grand-Prix-Formel (Rennwagen bis maximal 750 kg Leergewicht; 85 cm Mindestbreite; Renndistanz mindestens 500 km) über 40 Runden à 12,504 km ausgetragen, was einer Gesamtdistanz von 500,160 km entsprach.
Sieger wurde Rudolf Caracciola auf Mercedes-Benz W 25, der damit den Grundstein für den Gewinn des Europameistertitels in diesem Jahr legte.

## Rennen
Gemäß den Ausschreibebedingungen waren pro Hersteller bis zu vier Wagen zugelassen, aber bei insgesamt zwölf Meldungen von sechs Teams hatte keines davon die erlaubte Anzahl voll ausgeschöpft. Vor allem die Mercedes-Benz-Mannschaft war angesichts der anhaltenden Erfolgsserie bei den vorangegangenen Rennen in Monaco, Tripolis, sowie auf der AVUS und auf dem Nürburgring – absolut entschlossen, die im Vorjahr erlittene Scharte wieder wettzumachen, und war bereits Wochen zuvor angereist, um sich mit einem umfangreichen Trainings- und Testprogramm auf das Rennen optimal vorzubereiten. Mit der bewährten Mannschaft aus Rudolf Caracciola, Luigi Fagioli und Manfred von Brauchitsch ging das Team als entsprechend klarer Favorit ins offizielle Training, das jetzt erstmals auch beim französischen Grand Prix zur Ermittlung der Startaufstellung gewertet wurde.
Dennoch war es aber das Team der Auto Union, das das Geschehen zunächst dominierte und mit dem Trainingsschnellsten Achille Varzi zusammen mit Hans Stuck zwei der drei Positionen in der ersten Startreihe errang. Dritter Fahrer im Team war Bernd Rosemeyer, der sich nach seinem ersten Automobilrennen auf der Avus und seinem zweiten Platz beim Eifelrennen mittlerweile bereits den angestammten Platz von Hermann zu Leiningen in der Mannschaft gesichert hatte, sich in Montlhéry aber noch einmal mit einem etwas älteren Modell der Auto-Union-Rennwagen zufriedengeben musste.
Auch die verbleibende Position in der Mitte der ersten Reihe ging überraschenderweise nicht an einen Mercedes-Silberpfeil, sondern an Tazio Nuvolari, der zusammen mit Louis Chiron die Scuderia Ferrari als offizielle Werksvertretung für Alfa Romeo repräsentierte. Eher erwartungsgemäß waren dagegen die Positionen am Ende des Felds für die beiden Maserati der Scuderia Subalpina, wo das eigentlich für Philippe Étancelin gemeldete neue Grand-Prix-Modell vom Typ Maserati V8-RI noch nicht rennbereit geworden war, so dass schließlich Goffredo Zehender und Raymond Sommer mit zwei älteren Maserati 6C-34 für das Team antraten. Und auch Robert Benoist, der als einziger das kriselnde Bugatti-Team beim Heimrennen vertrat, war mit seinen Rundenzeiten über eine hintere Position im Feld nicht hinausgekommen. Dabei hatte er in den Trainingssitzungen allerdings noch seinen normalen Bugatti Type 59 mit 3,3 Liter Hubraum gefahren, an dem im Anschluss daran auch das Wagengewicht für die technische Abnahme festgestellt wurde. In der Nacht zum Rennen traf dann allerdings ein weiterer Rennwagen aus Molsheim ein, in den ein voluminöser 4,9-Liter-Motor aus dem ehemaligen Track Car Bugatti Type 54 eingebaut war.
Der einzige weitere französische Vertreter kam erst gar nicht an den Start. Der für Marcel Lehoux als Fahrer gemeldete SEFAC war ein erstes Projekt eines Nationalrennwagens, das nach den zuletzt enttäuschenden Ergebnissen französischer Rennwagen insbesondere als Antwort auf die alles dominierenden Silberpfeile des Erzrivalen Deutschland ins Leben gerufen worden war. Zu diesem Zweck war 1934 auf staatliche Initiative und mit Spendengeldern finanziert die Société d’Etude et de Fabrication d’Automobiles de Course ("Gesellschaft zur Erforschung und Herstellung von Rennwagen"; kurz SEFAC) gegründet worden. Nachdem der größte Teil der Gelder jedoch bereits in andere Kanäle „versickert“ war, musste sich Emile Petit, der sich als Konstrukteur der Salmson-Voiturette-Rennwagen in den 1920er Jahren bereits sehr erfolgreich einen Namen geschaffen hatte, für die Entwicklung mit einem nahezu verschwindend kleinen Budget zufriedengeben. Das Ergebnis war ein extrem übergewichtiger Rennwagen, mit einem aus zwei gegenläufigen und über die Kurbelwellen verkoppelten Vierzylindermotoren mit desmodromischer Ventilsteuerung á la Salmson zusammengesetzter Achtzylinder von zusammen 2,8 Liter Hubraum und lediglich etwa 250 PS Leistung. Die wenigen Trainingsrunden verliefen enttäuschend langsam. Außerdem überschritt der Wagen das zulässige Gewichtslimits um knapp 200 kg, sodass keine Aussicht auf Zulassung zum Rennen bestand.
Aus der recht naiven Idee heraus, die überlegene Geschwindigkeit der deutschen Rennwagen etwas einzubremsen, wurden rund um den Kurs in den schnellen Passagen insgesamt drei künstliche Schikanen eingerichtet. Einmalig in der Grand-Prix-Geschichte war dabei, dass eine davon, deren Position sich ein kurzes Stück hinter Start und Ziel befand, erst während des Rennens aufgebaut wurde, nachdem die Wagen die Stelle unmittelbar nach dem Start zum ersten Mal passiert hatten.
Nuvolari – durch seine Position in der ersten Startreihe zusätzlich motiviert – konnte mit seinem Alfa Romeo die beiden Auto Union neben ihm zu Beginn direkt ausbeschleunigen und die erste Runde als Führender vor Stuck und Varzi beenden. Die mit der Errichtung der Schikanen verbundenen Hoffnungen schienen zunächst sogar aufzugehen, denn während Varzi schon in der zweiten Runde mit Fehlzündungen an seinem Auto Union einen längeren Halt an den Boxen einlegen musste und auch Stuck wenig später wegen zunehmend festgehender Bremsen aus dem Rennen war, konnte Nuvorlari seine Führung vor den beiden Mercedes von Caracciola und Fagioli weiter behaupten. Zwar hatte der Deutsche kurz überprüft, dass er jederzeit in der Lage war, die Spitze zu übernehmen, nahm dann jedoch bald wieder hinter dem Italiener eine abwartende Position ein.
In der Zwischenzeit hatte sich an Benoists Bugatti die Motorhaube gelöst und so für alle sichtbar das Geheimnis seines nicht ganz regelkonformen Motors gelüftet. Da er jedoch den größten Teil des Rennens ohnehin zur Behebung von Defekten regelmäßig an den Boxen verbrachte, wurde die Angelegenheit offenbar im Nachgang nicht weiter verfolgt. Auch Varzi musste fortan laufend Stopps einlegen, um die immer wieder verölenden Zündkerzen zu erneuern, und nachdem schließlich auch Rosemeyer seinen Wagen wegen ähnlicher Symptome wie bei seinen beiden Teamkollegen abstellen musste, waren die Ambitionen der Auto-Union-Mannschaft endgültig gescheitert.
Als schließlich auch Nuvolari in der 14. Runde, noch weit vor Halbzeit des Rennens, mit Differentialschaden aufgeben musste – eine längst überwunden geglaubte notorische Schwachstelle des Tipo B – waren allein noch die drei führenden Mercedes gemeinsam in einer Runde verblieben und konnten es sich nun erlauben, das Rennen in Formation zu Ende zu fahren. Gegen Ende des Rennens wurde allerdings schließlich das Auto von Fagioli noch von technischen Problemen heimgesucht, sodass er doch noch auf Platz vier hinter Zehender auf Maserati zurückgeworfen wurde, während Carraciola die Ziellinie mit einer halben Sekunde Vorsprung vor von Brauchitsch als Sieger überquerte.

## Wertungslauf zur Europameisterschaft
Mit seinem Erfolg im Grand Prix de l’ACF begann der Siegeszug des Rudolf Caracciola, der ihm den Europameistertitel für 1935 einbrachte. Dabei war es lange umstritten, ob das Rennen überhaupt als Meisterschaftslauf gewertet wurde.
Schon auf dem AIACR-Kongress von 1934 hatte es Diskussion dazu gegeben, als der französische Automobilklub ACF auf seiner Position beharrte, bei seinem Grand Prix auch weiterhin keine Privatfahrer zur Teilnahme zuzulassen. Obwohl am Ende der Status als Wertungslauf trotzdem erteilt wurde – wie auch für die Großen Preise von Belgien und den Italien, bei denen ebenfalls nur Werksteams antreten durften – hatte angesichts der kümmerlichen Informationspolitik der AIACR ein britischer Journalist die Falschmeldung vom Ausschluss aus der Wertung offenbar schon kolportiert, wenn auch mit der Begründung, dass die Franzosen aus Protest gegen die „deutsche Idee“ der Wiedereinführung einer Meisterschaft abgelehnt hätten. Diese Darstellung fand im Nachgang zunächst längere Zeit einige Verbreitung in der britischen Motorsportliteratur, anhand der veröffentlichten Punktestände und anderer Quellen kann jedoch mittlerweile belegt werden, dass der französische Grand Prix von 1935 tatsächlich für die Meisterschaft in die Wertung kam.

## Ergebnisse

### Meldeliste
| Team                                                      | Nr. | Fahrer                  | Info  | Chassis              | Motor                                   | Reifen |
| --------------------------------------------------------- | --- | ----------------------- | ----- | -------------------- | --------------------------------------- | ------ |
| Daimler-Benz AG                                           | 02  | Rudolf Caracciola       |       | Mercedes-Benz W 25B  | Mercedes-Benz M 25 B 4.0L I8 Kompressor | C      |
| Daimler-Benz AG                                           | 04  | Luigi Fagioli           |       | Mercedes-Benz W 25B  | Mercedes-Benz M 25 B 4.0L I8 Kompressor | C      |
| Daimler-Benz AG                                           | 06  | Manfred von Brauchitsch |       | Mercedes-Benz W 25B  | Mercedes-Benz M 25 B 4.0L I8 Kompressor | C      |
| Daimler-Benz AG                                           | 03  | Hermann Lang            | RES * | Mercedes-Benz W 25   | Mercedes-Benz M 25 B 3.4L I8 Kompressor | C      |
| Daimler-Benz AG                                           | 03  | Hanns Geier             | RES * | Mercedes-Benz W 25   | Mercedes-Benz M 25 B 3.4L I8 Kompressor | C      |
| Auto Union AG                                             | 08  | Achille Varzi a         |       | Auto Union B         | Auto Union 5.6L V16 Kompressor          | C      |
| Auto Union AG                                             | 10  | Hans Stuck              |       | Auto Union B         | Auto Union 5.6L V16 Kompressor          | C      |
| Auto Union AG                                             | 12  | Bernd Rosemeyer         |       | Auto Union B         | Auto Union 5.0L V16 Kompressor          | C      |
| Auto Union AG                                             |     | Hermann zu Leiningen    | RES   |                      |                                         | C      |
| Auto Union AG                                             |     | Paul Pietsch            | RES   |                      |                                         | C      |
| Scuderia Ferrari                                          | 14  | Tazio Nuvolari          |       | Alfa Romeo Tipo B/P3 | Alfa Romeo 3.2L I8 Kompressor           | E      |
| Scuderia Ferrari                                          | 16  | Louis Chiron            |       | Alfa Romeo Tipo B/P3 | Alfa Romeo 3.2L I8 Kompressor           | E      |
| Scuderia Ferrari                                          |     | René Dreyfus            | RES   |                      |                                         | E      |
| Scuderia Subalpina                                        | 18  | Goffredo Zehender       |       | Maserati 6C-34       | Maserati 3.7L I6 Kompressor             | P      |
| Scuderia Subalpina                                        | 20  | Raymond Sommer          |       | Maserati 6C-34       | Maserati 3.7L I6 Kompressor             | P      |
| Scuderia Subalpina                                        |     | Piero Dusio             | RES   |                      |                                         | P      |
| Scuderia Subalpina                                        | 20  | Philippe Étancelin      | DNA b | Maserati V8-RI       | Maserati 4.8L V8 Kompressor             | P      |
| Société d’Etude et de Fabrication d’Automobiles de Course | 22  | Marcel Lehoux           | DNS c | SEFAC                | SEFAC 2.8L U8 Kompressor                | M      |
| Automobiles Ettore Bugatti                                | 24  | Robert Benoist          |       | Bugatti T59/50S      | Bugatti 4.9L I8 Kompressor              | M      |
| Automobiles Ettore Bugatti                                | 24  | Robert Benoist          | DNS d | Bugatti Type 59      | Bugatti 3.3L I8 Kompressor              | M      |

### Qualifying
| Pos. | Fahrer                  | Konstrukteur  | Qualifikationstraining | Qualifikationstraining | Start |
| Pos. | Fahrer                  | Konstrukteur  | Zeit                   | Ø-Geschwindigkeit      | Start |
| ---- | ----------------------- | ------------- | ---------------------- | ---------------------- | ----- |
| 01   | Achille Varzi           | Auto Union    | 5:20,1 min             | 140,670 km/h           | 01    |
| 02   | Tazio Nuvolari          | Alfa Romeo    | 5:23,6 min             | 139,110 km/h           | 02    |
| 03   | Hans Stuck              | Auto Union    | 5:28,8 min             | 136,910 km/h           | 03    |
| 04   | Rudolf Caracciola       | Mercedes-Benz | 5:31,6 min             | 137,750 km/h           | 04    |
| 05   | Louis Chiron            | Alfa Romeo    | 5:31,9 min             | 135,630 km/h           | 05    |
| 06   | Bernd Rosemeyer         | Auto Union    | 5:36,6 min             | 133,730 km/h           | 06    |
| 07   | Luigi Fagioli           | Mercedes-Benz | 5:37,9 min             | 133,200 km/h           | 07    |
| 08   | Manfred von Brauchitsch | Mercedes-Benz | 5:46,6 min             | 129,870 km/h           | 08    |
| 09   | Goffredo Zehender       | Maserati      | 6:10,8 min             | 121,400 km/h           | 09    |
| 10   | Robert Benoist          | Bugatti       | keine Zeit             |                        | 10    |
| 11   | Raymond Sommer          | Maserati      | keine Zeit             |                        | 11    |

### Rennergebnis
| Pos. | Fahrer                        | Konstrukteur  | Runden | Stopps | Zeit        | Start | Schnellste Runde | Ausfallgrund        | EM-Punkte |
| ---- | ----------------------------- | ------------- | ------ | ------ | ----------- | ----- | ---------------- | ------------------- | --------- |
| 01   | Rudolf Caracciola             | Mercedes-Benz | 40     |        | 4:00:54,6 h | 4     |                  |                     | 1         |
| 02   | Manfred von Brauchitsch       | Mercedes-Benz | 40     |        | + 0,5 s     | 8     |                  |                     | 2         |
| 03   | Goffredo Zehender             | Maserati      | 38     |        | + 2 Runden  | 9     |                  |                     | 3         |
| 04   | Luigi Fagioli                 | Mercedes-Benz | 37     |        | + 3 Runden  | 7     |                  |                     | 4         |
| 05   | Achille Varzi Bernd Rosemeyer | Auto Union    | 36     |        | + 4 Runden  | 1     |                  |                     | 4 / -     |
| 06   | Raymond Sommer                | Maserati      | 35     |        | + 5 Runden  | 11    |                  |                     | 4         |
| —    | Robert Benoist                | Bugatti       | 16     |        | DNF         | 10    |                  | Achsbruch           | 6         |
| —    | Tazio Nuvolari                | Alfa Romeo    | 14     |        | DNF         | 2     | 5:29,1 min       | Differentialschaden | 6         |
| —    | Bernd Rosemeyer               | Auto Union    | 11     |        | DNF         | 6     |                  | Bremsdefekt         | 6         |
| —    | Louis Chiron                  | Alfa Romeo    | 8      |        | DNF         | 5     |                  | Differentialschaden | 7         |
| —    | Hans Stuck                    | Auto Union    | 7      |        | DNF         | 3     |                  | Bremsdefekt         | 7         |